# Swezeyula lonicerae
Swezeyula lonicerae is een vlinder uit de familie van de grasmineermotten (Elachistidae). De wetenschappelijke naam van de soort is voor het eerst geldig gepubliceerd in 1950 door Zimmerman & Bradley.